# Anastazja Sobolewska
Anastazja Sobolewska (ur. 1899, zm. 1958) – polska Sprawiedliwa wśród Narodów Świata pochodzenia rosyjskiego.

## Życiorys
Urodziła się w 1899. Była Rosjanką z pochodzenia, przyszłego męża Waleriana poznała w Petersburgu.
Była gospodynią domową. W 1943 podczas II wojny światowej wraz z mężem przygarnęli i adoptowali uratowaną z getta warszawskiego Inkę Grynszpan. Sobolewscy mieszkali w Warszawie, a następnie – z obawy przed donosem – w Milanówku.
Walerian po wojnie został oskarżony o sabotaż gospodarczy i skazany na śmierć, do 1954 był osadzony w więzieniu, w tym czasie niemłoda i chorująca na nadciśnienie tętnicze Anastazja musiała pracować fizycznie dla utrzymania rodziny. Zmarła w 1958.
W 2006 Walerian i Anastazja Sobolewscy zostali uhonorowani pośmiertnie medalem Sprawiedliwy wśród Narodów Świata. Medal odebrała uratowana przez nich Joanna.